# 锦川镇
锦川镇，原为锦川乡，是中华人民共和国四川省凉山彝族自治州德昌县曾经下辖的一个镇。2019年12月，撤销锦川镇，将其所属行政区域划归永郎镇管辖。

## 行政区划
锦川镇撤销前下辖以下地区：
街地村、马头村、新马村、罗乜村、关门村、金沙村和蒲坝村。